# Vergilov Rocks
Die Vergilov Rocks (bulgarisch Скали Вергилов Skali Wergilow) sind Klippenfelsen im Archipel der Südlichen Shetlandinseln. In der Bucht Emona Anchorage der Livingston-Insel liegen sie 510 m nordnordöstlich des Kap Hespérides und 310 m südwestlich eines 6 m hohen Felsens am Bulgarian Beach, der lokal als Greenpeace Rock bekannt ist.
Die bulgarische Kommission für Antarktische Geographische Namen benannte sie 1996 nach Slatil Wergilow (* 1958), einem Mitglied der Mannschaft, welche 1988 ersten Gebäude der St.-Kliment-Ohridski-Station errichtet hatte.